# Octave Blondel
Pour les personnes ayant le même patronyme, voir Blondel.
Octave Blondel, né à Falaise (Calvados) le 31 août 1846 et mort à Asnières le 23 octobre 1917, est un homme politique français de la fin du XIXe siècle.

## Biographie
Octave Blondel appartient à une famille d'enseignants. Son père, Victor-François Blondel (1822-1889), fils d'un maître d'école de Landigou et frère de l'instituteur Narcisse Blondel, enseigne tout d'abord au Renouard, puis à Lisieux, Falaise et Avranches, avant de fonder le collège de Flers vers 1860 puis de diriger celui de Domfront. Après la guerre de 1870, Victor Blondel s'installe à Paris, où il reprend l'école de la rue des Quatre-Fils avant de devenir le directeur de l'école Pompée, fondée par le républicain Philibert Pompée à Ivry-sur-Seine. Son beau-frère, M. Deshayes, sera l'administrateur de cet établissement. Son gendre, M. Esnoult, y enseignera la chimie et son fils, Octave, y professera le droit usuel et la littérature.
Après avoir étudié le droit à Caen, Octave Blondel devient avocat, inscrit au barreau de Domfront. En 1871, il est l'un des cofondateurs du Progrès de l'Orne, journal radical publié à Alençon, auquel il collabore jusqu'en 1873.
Installé à Paris en août 1871, il milite dans les rangs de l'extrême-gauche radicale, en appuyant la candidature de Barodet en 1873, puis en s'opposant aux opportunistes gambettistes. Avant les élections législatives de 1877, il est pressenti pour remplacer Édouard Bonnet-Duverdier dans la seconde circonscription du Rhône. Secrétaire de la rédaction de La Révolution, sous la direction d'Alfred Naquet, en 1876, il collabore par la suite au Radical.
Élu délégué sénatorial sur la liste radicale de l'autonomie communale en décembre 1884, Blondel est nommé adjoint au maire du 3e arrondissement par un décret du 25 juillet 1888. Il est chargé du service des écoles.
Le conseiller municipal du quartier des Arts-et-Métiers, Émile Chautemps ayant démissionné de son mandat local après son élection à la Chambre des députés, une élection municipale partielle est organisée les 27 avril et 4 mai 1890. Investi par les partisans de Chautemps, regroupés au sein du « Comité républicain radical démocratique du 3e arrondissement », Blondel accède à leur demande en démissionnant de son poste d'adjoint. Arrivé en tête au premier tour, avec 1 510 voix, devant le républicain Benoît-Lévy (861 voix), le boulangiste Boutet (836) et un autre radical-socialiste, Ernest Laurent (511), il l'emporte au second tour, avec 2 262 voix contre 746 à Laurent et 84 à Boutet. Lors de son premier mandat, il s'intéresse tout particulièrement aux questions scolaires. Il fait ainsi voter la création d'un internat primaire et la suppression des bataillons scolaires de la capitale.
Octave Blondel est réélu dès le premier tour en 1893, avec 2 509 voix, contre 612 à l'architecte Louis Moser, républicain socialiste, et 465 au comptable Lucien Brunswick, socialiste allemaniste. Membre de la majorité radicale et du groupe des droits de Paris, Blondel obtient la vice-présidence du conseil municipal en 1893-1894. Il est à nouveau réélu très confortablement au premier tour des élections de 1896, avec 2 360 voix, contre 704 au radical Dosmond, 326 à Brunswick, 167 à Moser et 122 à l'allemaniste Rohart.
Lors des élections législatives de 1898, Blondel brigue le siège laissé vacant par la démission d'Émile Chautemps, ce dernier ayant été élu en Haute-Savoie l'année précédente. Il est cependant battu dès le premier tour, avec 4 152 voix contre 9 178 à Louis Puech.
Désormais membre du groupe socialiste du conseil municipal, Blondel est candidat à sa réélection en 1900. Arrivé en tête au premier tour, avec 1 794 voix, soit près de 43 % des votants, il devance nettement le radical « démocrate-socialiste » Gourel, président de la chambre syndicale des débitants de vin (807 suffrages), mais doit affronter un jeune nationaliste antisémite, Édouard Dubuc (1 330 voix au premier tour). Par discipline républicaine, le socialiste indépendant Lucien Brunswick (55 voix) et le radical-socialiste Charles Vallée (80 voix) se désistent en faveur de Dubuc. Gourel en fait de même, mais les invectives échangées entre ses partisans et ceux de Blondel pendant la campagne entravent le report des voix. De plus, l'extrême droite mène une violente campagne contre l'« internationaliste dreyfusard » Blondel, tandis que Dubuc engrange de nombreuses sympathies auprès des petites commerçants, qui tiennent une place importante parmi les radicaux qui ont soutenu Gourel. Blondel est donc battu par Dubuc, avec 1 781 voix (43 % des votants) contre 2 234 (55 %). Sa défaite est notamment déplorée par Jaurès.
Au début du XXe siècle, Blondel tente, sans succès, d'obtenir un nouveau mandat. Lors des législatives de 1902, il se présente à Niort contre le progressiste Guy Disleau avec l'appui de la « Fédération autonome socialiste des Deux-Sèvres et de la Saintonge ». Il n'arrive cependant qu'en troisième position, avec 1 929 voix, derrière Disleau (7 610) et Léon de Lacoste-Lareymondie, conservateur (5 168), mais devant le guesdiste Monnier (1 220).
En 1906, c'est avec le soutien du « Comité républicain socialiste de Clignancourt » qu'il brigue le siège de conseiller municipal laissé vacant par la mort d'Anatole Le Grandais. Devancé au premier tour, avec 3 018 voix contre 4 293 au socialiste unifié Dherbécourt, il est battu au second tour, son concurrent ayant remporté 6 214 voix, contre 3 869 à Blondel et 3 284 au nationaliste Charles Bernard.